# Primera División de España 1964-65
La temporada 1964/65 de la Primera División de España de fútbol fue la 34.ª edición del campeonato, disputada entre el 13 de septiembre de 1964 y el 18 de abril de 1965.
El Real Madrid Club de Fútbol encadenó su quinto título de liga, estableciendo un récord de victorias consecutivas todavía vigente, y que sólo los propios madridistas pudieron igualar 25 años después (1985-1990).

## Sistema de competición
La Primera División 1964/65 mantuvo el formato de temporadas anteriores. Estuvo organizada por la Real Federación Española de Fútbol.
Tomaron parte 16 equipos de toda la geografía española, encuadrados en un grupo único. Siguiendo un sistema de liga, se enfrentaron todos contra todos en dos ocasiones -una en campo propio y otra en campo contrario- durante un total de 26 jornadas. El orden de los encuentros se decidió por sorteo antes de empezar la competición.
La clasificación se estableció a razón del siguiente sistema de puntuación: dos puntos para el equipo vencedor de un partido, un punto para cada contendiente en caso de empate y cero puntos para el perdedor de un partido. 
El equipo que más puntos sumó se proclamó campeón de liga y obtuvo la clasificación para la siguiente edición de la Copa de Europa. Por su parte, el campeón de la Copa del Generalísimo obtuvo la clasificación para la Recopa de Europa de la UEFA.
Los dos últimos clasificados fueron descendidos directamente a la Segunda División de España para la siguiente temporada, siendo reemplazados por los dos campeones de grupo de dicha categoría. Por su parte, los clasificados en 13.ª y 14.ª posición se vieron obligados a disputar una promoción contra los subcampeones de cada grupo de Segunda. Dicha promoción se jugó por eliminación directa a doble partido, siendo los ganadores los que obtuvieron plaza para la siguiente temporada en Primera División.

## Equipos participantes
Esta temporada participaron 16 equipos.
| Equipo                           | Ciudad                   | Estadio               | Aforo   |
| -------------------------------- | ------------------------ | --------------------- | ------- |
| Atlético de Bilbao               | Bilbao                   | San Mamés             | 41.400  |
| Club Atlético de Madrid          | Madrid                   | Metropolitano         | 58.000  |
| Club de Fútbol Barcelona         | Barcelona                | Camp Nou              | 83.868  |
| Real Betis Balompié              | Sevilla                  | Benito Villamarín     | 16.060  |
| Córdoba Club de Fútbol           | Córdoba                  | El Arcángel           | 23.800  |
| Real Club Deportivo de La Coruña | La Coruña                | Riazor                | 22.182  |
| Elche Club de Fútbol             | Elche                    | Altabix               | 12.000  |
| Real Club Deportivo Español      | Barcelona                | Sarriá                | 27.000  |
| Unión Deportiva Las Palmas       | Las Palmas de G. Canaria | Insular               | 20.000  |
| Levante Unión Deportiva          | Valencia                 | Vallejo               | 13.050  |
| Club Real Murcia                 | Murcia                   | La Condomina          | 12.000  |
| Real Oviedo                      | Oviedo                   | Carlos Tartiere       | 20.000  |
| Real Madrid Club de Fútbol       | Madrid                   | Santiago Bernabéu     | 100.618 |
| Sevilla Club de Fútbol           | Sevilla                  | Ramón Sánchez Pizjuán | 46.000  |
| Valencia Club de Fútbol          | Valencia                 | Mestalla              | 53.190  |
| Real Zaragoza Club Deportivo     | Zaragoza                 | La Romareda           | 32.416  |

Fuente: Anuario de la RFEF

## Clasificación
| Pos. | Equipo                        | Pts. | PJ | G  | E  | P  | GF | GC | Dif. | Clasificación                                |
| ---- | ----------------------------- | ---- | -- | -- | -- | -- | -- | -- | ---- | -------------------------------------------- |
| 1    | Real Madrid C. F. (C)         | 47   | 30 | 21 | 5  | 4  | 64 | 18 | +46  | Clasifica a la Copa de Europa                |
| 2    | Atlético de Madrid            | 43   | 30 | 20 | 3  | 7  | 58 | 27 | +31  | Clasifica a la Recopa de Europa              |
| 3    | Real Zaragoza                 | 40   | 30 | 19 | 2  | 9  | 60 | 37 | +23  | Clasifica a la Copa de Ferias                |
| 4    | Valencia C. F.                | 38   | 30 | 17 | 4  | 9  | 59 | 37 | +22  | Clasifica a la Copa de Ferias                |
| 5    | Córdoba C. F.                 | 35   | 30 | 16 | 3  | 11 | 36 | 34 | +2   |                                              |
| 6    | C. F. Barcelona               | 32   | 30 | 14 | 4  | 12 | 59 | 41 | +18  | Clasifica a la Copa de Ferias                |
| 7    | Atlético de Bilbao            | 32   | 30 | 13 | 6  | 11 | 36 | 41 | −5   |                                              |
| 8    | Elche C. F.                   | 31   | 30 | 14 | 3  | 13 | 38 | 43 | −5   |                                              |
| 9    | U. D. Las Palmas              | 29   | 30 | 11 | 7  | 12 | 36 | 43 | −7   |                                              |
| 10   | Sevilla C. F.                 | 26   | 30 | 11 | 4  | 15 | 38 | 50 | −12  |                                              |
| 11   | R. C. D. Español              | 25   | 30 | 12 | 1  | 17 | 37 | 39 | −2   | Clasifica a la Copa de Ferias                |
| 12   | Real Betis                    | 23   | 30 | 8  | 7  | 15 | 33 | 45 | −12  |                                              |
| 13   | Real Murcia (D)               | 23   | 30 | 5  | 13 | 12 | 28 | 49 | −21  | Promoción de permanencia en Primera División |
| 14   | Levante U. D. (D)             | 21   | 30 | 8  | 5  | 17 | 37 | 51 | −14  | Promoción de permanencia en Primera División |
| 15   | Real Oviedo C. F. (D)         | 20   | 30 | 7  | 6  | 17 | 22 | 54 | −32  | Descenso a Segunda División                  |
| 16   | R. C. Deportivo La Coruña (D) | 15   | 30 | 6  | 3  | 21 | 18 | 50 | −32  | Descenso a Segunda División                  |

 Fuente: BDFutbol
Criterios de clasificación: Puntos · Diferencia de goles · Goles a favor · Play-off

### Evolución de la clasificación
| Equipo / Jornada       | 1  | 2  | 3  | 4  | 5  | 6  | 7  | 8  | 9  | 10 | 11 | 12 | 13 | 14 | 15 | 16 | 17 | 18 | 19 | 20 | 21 | 22 | 23 | 24 | 25 | 26 | 27 | 28 | 29 | 30 |
| Equipo / Jornada       |    |    |    |    |    |    |    |    |    |    |    |    |    |    |    |    |    |    |    |    |    |    |    |    |    |    |    |    |    |    |
| ---------------------- | -- | -- | -- | -- | -- | -- | -- | -- | -- | -- | -- | -- | -- | -- | -- | -- | -- | -- | -- | -- | -- | -- | -- | -- | -- | -- | -- | -- | -- | -- |
| Real Madrid            | 4  | 1  | 1  | 3  | 2  | 2  | 2  | 3  | 2  | 1  | 1  | 1  | 1  | 1  | 1  | 1  | 1  | 1  | 1  | 1  | 1  | 2  | 1  | 1  | 2  | 2  | 1  | 1  | 1  | 1  |
| Atlético de Madrid     | 5  | 4  | 3  | 2  | 1  | 1  | 1  | 1  | 1  | 3  | 3  | 2  | 2  | 2  | 2  | 3  | 3  | 3  | 2  | 2  | 2  | 1  | 2  | 2  | 1  | 1  | 2  | 2  | 2  | 2  |
| Real Zaragoza          | 2  | 2  | 2  | 1  | 3  | 3  | 3  | 2  | 3  | 2  | 2  | 4  | 3  | 3  | 3  | 2  | 2  | 2  | 3  | 3  | 3  | 3  | 3  | 3  | 4  | 3  | 3  | 3  | 3  | 3  |
| Valencia CF            | 7  | 5  | 8  | 5  | 4  | 4  | 4  | 4  | 4  | 4  | 4  | 3  | 4  | 5  | 4  | 4  | 4  | 4  | 5  | 5  | 5  | 5  | 5  | 4  | 3  | 4  | 4  | 4  | 4  | 4  |
| Córdoba CF             | 1  | 3  | 6  | 10 | 5  | 8  | 5  | 9  | 7  | 10 | 9  | 10 | 12 | 13 | 12 | 9  | 6  | 6  | 6  | 6  | 6  | 7  | 6  | 6  | 5  | 6  | 5  | 5  | 5  | 5  |
| CF Barcelona           | 11 | 13 | 10 | 7  | 10 | 7  | 10 | 7  | 9  | 7  | 10 | 8  | 6  | 4  | 5  | 5  | 5  | 5  | 4  | 4  | 4  | 4  | 4  | 5  | 6  | 5  | 6  | 6  | 7  | 6  |
| Atlético de Bilbao     | 3  | 8  | 4  | 8  | 6  | 10 | 7  | 5  | 6  | 6  | 8  | 7  | 8  | 8  | 11 | 12 | 11 | 11 | 9  | 8  | 9  | 10 | 10 | 9  | 10 | 7  | 7  | 7  | 8  | 7  |
| Elche CF               | 14 | 15 | 15 | 14 | 16 | 14 | 12 | 13 | 12 | 13 | 12 | 13 | 11 | 12 | 10 | 7  | 10 | 8  | 8  | 7  | 10 | 9  | 9  | 10 | 8  | 8  | 8  | 8  | 6  | 8  |
| UD Las Palmas          | 6  | 10 | 13 | 11 | 11 | 12 | 13 | 10 | 10 | 9  | 7  | 6  | 5  | 6  | 6  | 8  | 8  | 10 | 10 | 10 | 8  | 6  | 8  | 7  | 7  | 9  | 10 | 9  | 9  | 9  |
| Sevilla CF             | 15 | 9  | 5  | 9  | 7  | 9  | 6  | 8  | 5  | 5  | 5  | 5  | 7  | 7  | 8  | 10 | 7  | 7  | 7  | 9  | 7  | 8  | 7  | 8  | 9  | 10 | 11 | 11 | 10 | 10 |
| RCD Español            | 12 | 14 | 11 | 12 | 13 | 15 | 14 | 14 | 14 | 11 | 11 | 11 | 10 | 10 | 9  | 11 | 12 | 12 | 12 | 12 | 11 | 11 | 11 | 11 | 11 | 11 | 9  | 10 | 11 | 11 |
| Real Betis             | 13 | 7  | 7  | 4  | 8  | 5  | 8  | 6  | 8  | 8  | 6  | 9  | 9  | 9  | 7  | 6  | 9  | 9  | 11 | 11 | 12 | 12 | 13 | 13 | 14 | 14 | 14 | 13 | 12 | 12 |
| Real Murcia            | 8  | 12 | 12 | 13 | 15 | 16 | 16 | 16 | 15 | 15 | 15 | 15 | 14 | 14 | 14 | 14 | 14 | 14 | 14 | 14 | 14 | 14 | 12 | 12 | 12 | 12 | 12 | 12 | 13 | 13 |
| Levante UD             | 10 | 11 | 14 | 15 | 12 | 13 | 11 | 12 | 11 | 12 | 13 | 12 | 13 | 11 | 13 | 13 | 13 | 13 | 13 | 13 | 13 | 13 | 14 | 14 | 13 | 13 | 13 | 14 | 15 | 14 |
| Real Oviedo            | 9  | 6  | 9  | 6  | 9  | 6  | 9  | 11 | 13 | 14 | 14 | 14 | 15 | 15 | 15 | 15 | 15 | 15 | 15 | 15 | 15 | 16 | 15 | 16 | 15 | 15 | 15 | 15 | 14 | 15 |
| Deportivo de La Coruña | 16 | 16 | 16 | 16 | 14 | 11 | 15 | 15 | 16 | 16 | 16 | 16 | 16 | 16 | 16 | 16 | 16 | 16 | 16 | 16 | 16 | 15 | 16 | 15 | 16 | 16 | 16 | 16 | 16 | 16 |

### Promoción de permanencia
- Disputado a doble partido:

| Equipo 1  | Global | Equipo 2 | Ida | Vuelta | Desempate |
| --------- | ------ | -------- | --- | ------ | --------- |
| Murcia    | 2-3    | Sabadell | 2-2 | 0-1    | -         |
| Equipo 1  | Global | Equipo 2 | Ida | Vuelta | Desempate |
| CD Málaga | 4-2    | Levante  | 4-2 | 0-0    | -         |

## Resultados
| Local \ Visitante         | ATH | ATM | BAR | BET | COR | DEP | ELC | ESP | LAS | LEV | MUR | OVI | RMA | SEV | VAL | ZAR |
| ------------------------- | --- | --- | --- | --- | --- | --- | --- | --- | --- | --- | --- | --- | --- | --- | --- | --- |
| Atlético de Bilbao        | —   | 2–1 | 0–0 | 1–0 | 1–0 | 0–0 | 2–1 | 2–1 | 3–1 | 1–1 | 1–2 | 3–0 | 1–1 | 1–0 | 3–2 | 3–1 |
| Atlético de Madrid        | 4–0 | —   | 3–2 | 2–1 | 3–0 | 1–0 | 2–0 | 3–0 | 2–1 | 3–0 | 2–0 | 5–1 | 0–1 | 3–1 | 2–1 | 2–3 |
| C. F. Barcelona           | 4–0 | 2–3 | —   | 0–0 | 4–1 | 2–0 | 1–1 | 1–0 | 4–0 | 4–2 | 8–1 | 5–0 | 1–2 | 4–3 | 2–0 | 2–0 |
| Real Betis                | 1–2 | 1–1 | 2–1 | —   | 0–1 | 4–0 | 2–2 | 0–1 | 2–0 | 1–0 | 2–2 | 0–0 | 3–1 | 2–0 | 0–1 | 2–1 |
| Córdoba C. F.             | 1–0 | 0–0 | 1–0 | 1–0 | —   | 6–0 | 2–0 | 2–1 | 0–0 | 3–0 | 0–0 | 1–0 | 1–0 | 1–0 | 1–0 | 2–1 |
| R. C. Deportivo La Coruña | 1–2 | 0–1 | 1–2 | 1–0 | 2–0 | —   | 0–1 | 1–4 | 1–0 | 1–0 | 2–0 | 1–1 | 0–2 | 4–0 | 1–2 | 0–2 |
| Elche C. F.               | 1–0 | 1–0 | 2–0 | 3–0 | 2–1 | 3–0 | —   | 2–1 | 2–0 | 4–2 | 2–0 | 2–0 | 1–1 | 0–1 | 1–3 | 3–1 |
| R. C. D. Español          | 3–1 | 1–0 | 0–0 | 3–0 | 2–4 | 2–0 | 1–0 | —   | 1–0 | 2–1 | 1–0 | 5–1 | 1–2 | 0–2 | 1–2 | 4–2 |
| U. D. Las Palmas          | 3–1 | 2–3 | 2–1 | 2–2 | 1–0 | 2–0 | 2–0 | 1–0 | —   | 1–0 | 0–0 | 3–0 | 1–1 | 4–1 | 3–2 | 1–3 |
| Levante U. D.             | 2–2 | 0–1 | 5–1 | 3–1 | 2–0 | 2–0 | 2–0 | 2–0 | 2–2 | —   | 1–2 | 0–0 | 0–1 | 3–2 | 2–1 | 0–1 |
| C. Real Murcia            | 1–1 | 1–5 | 0–2 | 1–1 | 0–1 | 2–0 | 4–0 | 1–0 | 1–1 | 1–1 | —   | 0–0 | 1–2 | 1–1 | 1–1 | 1–2 |
| Real Oviedo C. F.         | 1–0 | 0–3 | 2–0 | 1–2 | 1–0 | 0–0 | 1–3 | 3–1 | 2–0 | 2–0 | 1–1 | —   | 0–1 | 2–3 | 0–1 | 2–0 |
| Real Madrid C. F.         | 1–0 | 0–1 | 4–1 | 6–1 | 6–1 | 2–0 | 3–0 | 1–0 | 6–0 | 4–1 | 4–1 | 3–0 | —   | 4–0 | 3–0 | 1–1 |
| Sevilla C. F.             | 1–2 | 0–0 | 2–1 | 4–2 | 2–4 | 2–1 | 1–0 | 1–0 | 1–2 | 5–2 | 0–0 | 1–0 | 0–1 | —   | 1–1 | 2–1 |
| Valencia C. F.            | 2–0 | 3–1 | 2–4 | 2–0 | 2–1 | 1–0 | 5–0 | 3–1 | 2–1 | 2–0 | 2–2 | 8–1 | 0–0 | 3–1 | —   | 3–0 |
| Real Zaragoza C. D.       | 4–1 | 3–1 | 2–0 | 2–1 | 4–0 | 4–1 | 5–1 | 1–0 | 0–0 | 3–1 | 5–1 | 2–0 | 1–0 | 1–0 | 4–2 | —   |

## Máximos goleadores (Trofeo Pichichi)
Cayetano Ré logró el Trofeo Pichichi al máximo goleador del campeonato.
| Pos. | Jugador        | Equipo             | Goles |
| ---- | -------------- | ------------------ | ----- |
| 1º   | Cayetano Ré    | CF Barcelona       | 26    |
| 2.º  | Waldo Machado  | Valencia CF        | 21    |
| 3.º  | Luis Aragonés  | Atlético de Madrid | 19    |
| 4.º  | Ramón Grosso   | Real Madrid        | 17    |
| 5.º  | Juan Seminario | CF Barcelona       | 14    |